# Eisenbahnministerium (Japan)
Das japanische Eisenbahnministerium (japanisch 鉄道省 Tetsudō-shō, englisch Ministry of Railways, Japanese Government Railways, Imperial Japanese Government Railways oder Imperial Government Railways) war ein Ministerium der Zentralregierung, das im Japanischen Kaiserreich für den Betrieb der staatlichen Eisenbahnen verantwortlich war.
Es wurde 1920 als Nachfolger des Naikaku Tetsudō-in (内閣鉄道院, „Eisenbahnamt des Kabinetts“) eingerichtet. 1943 wurde es im Pazifikkrieg unter der Regierung von Tōjō Hideki mit dem Teishin-shō (逓信省, „Kommunikationsministerium“) zum „Ministerium für Verkehr und Kommunikation“ (Un’yu-Tsūshin-shō) zusammengelegt.

## Geschichte

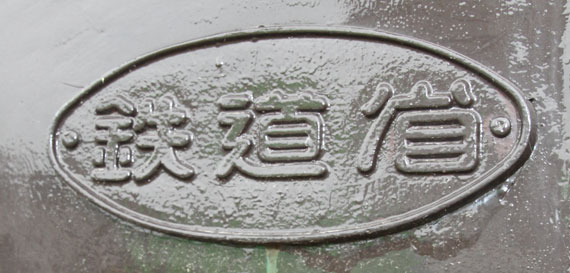
Tetsudō-shō-Logo auf einem Waggon.

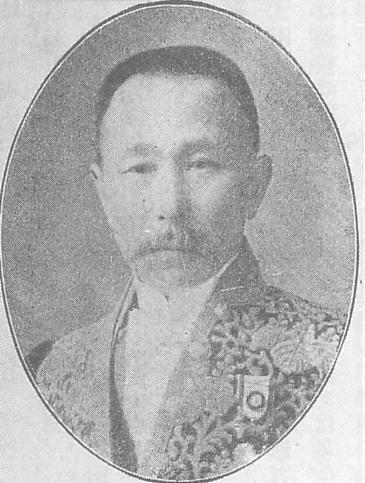
Motoda Hajime, 1920 der erste Eisenbahnminister

Die ersten Eisenbahnstrecken Japans an der Ostküste (Tōkaidō-Hauptlinie) wurden unter Ägide des Kōbu-shō (工部省, „Ministerium für öffentliche Arbeiten“) mit ausländischer Unterstützung errichtet. Nach dessen Auflösung lag die Zuständigkeit für die Eisenbahnen zunächst beim 1885 eingerichteten Kabinett, dann beim Innenministerium und schließlich beim „Kommunikationsministerium“, das 1907 die „Behörde für die Eisenbahnen des Kaiserreichs“ (帝国鉄道庁, Teikoku Tetsudō-chō) als Dienststelle einrichtete.
Nach einer Phase gegen Ende des 19. Jahrhunderts, in der die japanische Regierung die Errichtung von Privatbahnen unterstützt hatte, führte das Eisenbahnverstaatlichungsgesetz von 1906 (nach den Kriegen gegen China und gegen Russland) dazu, dass die Hauptstrecken des japanischen Eisenbahnnetzes (rund 7.150 km) in staatlicher Hand waren – ursprünglich war ein Zeitraum von zehn Jahren für die Verstaatlichung von 17 Gesellschaften vorgesehen. Relativ hohe Übernahmepreise führten aber zu einer raschen Übertragung in Staatsbesitz. 1908 wurde deshalb das Naikaku Tetsudō-in (meist nur: Tetsudō-in) eingerichtet, das 1920 unter der Regierung von Hara Takashi zum Ministerium aufgewertet wurde. Der zuständige Eisenbahnminister war fortan ein Minister im japanischen Kabinett.
Das Tetsudō-shō war sowohl für den Betrieb der bestehenden staatlichen Strecken wie den Ausbau und die Modernisierung des Streckennetzes zuständig. Außerdem hatte es die Aufsicht über die privaten Eisenbahngesellschaften. In Sapporo, Sendai, Tōkyō, Nagoya, Kōbe (später: Ōsaka) und Moji wurden sechs Regionalbüros eingerichtet. Die vom Ministerium betriebenen Linien wurden als shō-sen (省線), „ministeriale Linien“ bezeichnet.
Nachdem die Parteienregierungen der 1920er Jahre zunächst auch den parallelen Ausbau privater Eisenbahnen ermutigt hatten, setzte in den 1930ern vor dem Hintergrund der militärischen Expansion auf dem Festland und des verschärften innenpolitischen Klimas wieder eine Verstaatlichungswelle ein: 1930 hatte das staatliche Netz eine Länge von 14.575 km, daneben existierten rund 9.700 km Privatbahnen. Während das private Netz in den 1930ern auf unter 9.000 km schrumpfte, betrug die Streckenlänge der vom Eisenbahnministerium betriebenen Bahnen 1940 über 18.000 km. 1945 gab es nur noch rund 7.500 km Privatbahnen und 19.620 km Staatsbahn. Nach dem Angriff auf China 1937 und dem Beginn des Zweiten Sino-Japanischen Krieges wurde die Wirtschaft einschließlich des Eisenbahnverkehrs zunehmend militärischen Belangen untergeordnet. Um eine schnellere Verbindung zum Festland zu gewährleisten, wurde 1939 eine „Neue Stammstrecke“ (Shinkansen) zwischen Tokio und Shimonoseki geplant, die anders als das vorherrschende schmalspurige (Kapspur) Netz auf Normalspur operieren sollte. Der Plan wurde jedoch bald aufgegeben und erst in den 1960er Jahren als Hochgeschwindigkeitsstrecke realisiert. Bald nach Kriegsbeginn, insbesondere aber nach dem Angriff auf Pearl Harbor 1941, wurden Treibstoff und Materialien zur Instandhaltung knapp. Um die kriegswichtige Versorgung mit Kohle aus Kyūshū von Fähren unabhängig zu machen, wurde 1942/44 der Kammon-Eisenbahntunnel fertiggestellt. Auch der Bau von Lokomotiven und Waggons wurde zunehmend auf den Güterverkehr für die Kriegswirtschaft ausgerichtet.
Der Personalmangel wegen des Wehrdienstes führte 1942 zu einer grundlegenden Neuorganisation des Ministeriums und der Regionalbüros. (Die auch heute nach der Privatisierung bestehenden „Zweigbüros“ (支社, shisha) entstanden dabei.) Die Zahl der lokalen Außenstellen wurde von 110 auf 70 reduziert.
Um die Aufsicht über alle Verkehrs- und Kommunikationswege angesichts des sich für Japan verschlechternden Kriegsverlaufs zusammenzuführen, wurde das Eisenbahnministerium am 1. November 1943 mit dem Kommunikationsministerium, das die Aufsicht über die zivile Schifffahrt, Luftfahrt und die Telegrafenlinien hatte, zum Ministerium für Verkehr und Kommunikation zusammengelegt. Nach Kriegsende fiel die Zuständigkeit für die staatlichen Eisenbahnen zunächst an das Verkehrsministerium, bevor 1949 die eigenständige Japanische Staatsbahn geschaffen wurde.

## Minister (鉄道大臣,tetsudō daijin)
| #  | Name              | Kanji       | Amtsantritt   |
| -- | ----------------- | ----------- | ------------- |
| 1  | Motoda Hajime     | 元田 肇     | 15. Mai 1920  |
| 2  | Ōki Enkichi       | 大木 遠吉   | 12. Juni 1922 |
| 3  | Yamanouchi Kazuji | 山之内 一次 | 2. Sep. 1923  |
| 4  | Komatsu Kenjirō   | 小松 謙次郎 | 7. Jan. 1924  |
| 5  | Sengoku Mitsugi   | 仙石 貢     | 11. Juni 1924 |
| 6  | Inoue Tadashirō   | 井上 匡四郎 | 3. Juni 1926  |
| 7  | Ogawa Heikichi    | 小川 平吉   | 20. Apr. 1927 |
| 8  | Egi Tasuku        | 江木 翼     | 2. Juli 1929  |
| 9  | Hara Shūjirō      | 原 脩次郎   | 10. Sep. 1931 |
| 10 | Tokonami Takejirō | 床次 竹二郎 | 13. Dez. 1931 |
| 11 | Mitsuchi Chūzō    | 三土 忠造   | 26. Mai 1932  |
| 12 | Uchida Nobuya     | 内田 信也   | 8. Juli 1934  |
| 13 | Maeda Yonezō      | 前田 米蔵   | 9. März 1936  |
| 14 | Godō Takuo        | 伍堂 卓雄   | 2. Feb. 1937  |
| 15 | Nakajima Chikuhei | 中島 知久平 | 4. Juni 1937  |
| 16 | Maeda Yonezō      | 前田 米蔵   | 5. Jan. 1939  |
| 17 | Nagai Ryūtarō     | 永井 柳太郎 | 30. Aug. 1939 |
| 18 | Nagata Hidejirō   | 永田 秀次郎 | 29. Nov. 1939 |
| 19 | Matsuno Tsuruhei  | 松野 鶴平   | 16. Jan. 1940 |
| 20 | Murata Shōzō      | 村田 省蔵   | 22. Juli 1940 |
| 21 | Ogawa Gōtarō      | 小川 郷太郎 | 28. Sep. 1940 |
| 22 | Murata Shōzō      | 村田 省蔵   | 18. Juli 1941 |
| 23 | Terajima Ken      | 寺島 健     | 18. Okt. 1941 |
| 24 | Hatta Yoshiaki    | 八田 嘉明   | 2. Dez. 1941  |